# 이덕로
이덕로(ideok-ro)는 충청북도 진천군 덕산읍 합목삼거리에서 충청북도 진천군 대막사거리를 잇는 30.8km 도로이다.

## 주요 경유지
충청북도
- 진천군 (덕산읍 . 이월면)

## 노선
전구간이 지방도 제302호선에 속함.
| 이름        | 접속 노선                 | 소재지 | 소재지 | 비고 |
| ----------- | ------------------------- | ------ | ------ | ---- |
| 합목사거리  | 덕금로                    | 진천군 | 덕산읍 |      |
| 합목교차로  | 산수산단로 귀농3길 수청길 | 진천군 | 덕산읍 |      |
| 합목1교차로 | 신척산단3로               | 진천군 | 이월면 |      |
| 신척1교차로 | 신척산단로                | 진천군 | 이월면 |      |
| 신척2교차로 | 신척산단2로               | 진천군 | 덕산읍 |      |
| 신척3교차로 | 신척산단1로 신척산단로    | 진천군 | 덕산읍 |      |
| 홍개삼거리  | 신척서길                  | 진천군 | 이월면 |      |
| 미잠교      |                           | 진천군 | 이월면 |      |
| 미잠삼거리  | 이덕로                    | 진천군 | 이월면 |      |
| 미잠1교     |                           | 진천군 | 이월면 |      |
| 대막삼거리  | 지방도 제333호선 (진광로) | 진천군 | 이월면 |      |

## 주요 건물 및 시설
- 삼진푸드 (이덕로 737-8/합목리 280-2)